# بروديوس 81
 بروديوس 81  (باليابانية : 株式会社81プロデュース تُنطق باليابانية : كابوشيكي-غايشا إيتيوان بولوديوسو) هي وكالة تمثيل صوتي يابانية تأسست في الثالث من فبراير لعام 1981  (سميت تيمناً بالعام الذي أُنشئت به الشركة ) تعمل الشركة في مجال تهجين الأقراص تم إصدار بيانات المواهب الصوتية لأعضاء بروديوس 81 في 19 أكتوبر 1997 .
يقع مقر الشركة في حي شيبويا في العاصمة اليابانية طوكيو .

## موهبة مرتبطة
جميع الأسماء بالترتيب الغربي (الاسم الأول متبوعًا باسم العائلة / اسم الأخير).

### الذكور
- شيجيرو شيبا
- تاكويا إيجوتشي
- يوزورو فوجيموتو
- تيسو جندا
- واتارو هاتانو
- كاتسونوسوكي هوري
- ناروهيتو إيغوتشي
- ريوزو إيشينو
- هيروشي إيتو
- جونيتشي كانيمارو
- كونيهيرو كاواموتو
- آرثر لونسبري
- يوكي ماتسودا
- شين إيشيرو ميكي
- كينتا مياكي
- كيكي مياتا
- شيجيرو موجي
- يوشيكي ناكاجيما
- دايكي ناكامورا
- ريوسي ناكاو
- كوتاري نيشياما
- ريوسوكي أوباياشي
- تتسوهارو أوتا
- سوما سايتو
- كويشي ساكاغوتشي
- توشيهارو ساكوراي
- نوزومو ساساكي
- توشيهيكو سيكي
- ميتسو سيندا
- شيغينوري سويا
- شونسوكي تاكيوتشي
- كان تاناكا
- توموهيرو تسوبوي
- هيروشي تسوتشيدا
- كيوسي تسوكوي
- توشيا أويدا
- هيديناري أوغاكي
- هيديوكي أوميزو
- كوسي ياغي
- تاكايوكي ياماغوتشي
- كيويوكي يانادا
- كونيهيكو ياسوي
- واتارو كومادا
- كينتو إيتو
- شينيشيرو كاميو

### الإناث
- هيميكا أكانيا
- تشيناتسو أكاساكي
- رونا أكياما
- يوكو أسادا
- مادوكا اساهينا
- يوشيكو آساي
- كانا أسومي
- نانامي أتسوجي
- سومي بابا
- ساتشيكو تشيجيماتسو
- آريسا ديتي
- سايوري هارا
- كوكو هاياشي
- نيني هيدا
- رينا هونيزومي
- ماكو هيودو
- توموكو إيشيمورا
- ماساكو جو
- ري كاندا
- ماساكو كاتسوكي
- يوكو كوباياشي
- كاهو كودا
- أوي كوجا
- تشي كوجيرو
- كوجيرا
- موتوكو كوماي
- ماسايو كوراتا
- مايوكي ماكيجوتشي
- ميو كوبوتا
- كرومي ماميا
- يوكو ماتسوكا
- اوي ميازاكي
- ماري ميزونو
- ساتسوكي ميهارا
- تاماكي ناكانيشي
- هاروهي ناناو
- تشينامي نيشيمورا
- كيكو نيموتو
- رومي أكوبو
- كايا أوكونو
- ميساكي سيكياما
- يو سيريزاوا
- شياكو شيباهارا
- إيمي شينوهارا
- أنري شيونو
- يوري شيراتوري
- نوريكو شيتايا
- يومي تاكادا
- ري تاكاهاشي
- مينامي تاكاياما
- كوميكو تاكيزاوا
- أيمي تاناكا
- مينامي تاناكا
- ميجومي تويوجوتشي
- أيومي تسونيماتسو
- رينا أويدا
- روميكو أوكاي
- فوشيجي يامادا
- إيرينا يامازاكي
- مادوكا يونيزاوا
- يوكيجي
- ريوكا يوزوكي

## موهبة ملحقة سابقًا

### الذكور
- ماساشي إبارا (تابع حاليًا لـ عوني إنتاج  [لغات أخرى]‏)
- ساتوشي جوتو (تابع حاليًا لـ Beckers Act)
- تيتسويا كاكيهارا (تابع حاليًا لـ Zynchro)
- سابورو كامي (متوفى)
- كيوشي كاواكوبو (متوفى)
- إيماسا كايومي (متوفى)
- كانيتا كيموتسوكي (متوفى)
- إيزي ميازاكي (تابع حاليًا لـ TAB Production)
- هيديتوشي ناكامورا (متوفى)
- تورو أوهيرا (متوفى)
- هيروشي أوتاكي (تابع حاليًا لشركة Gin Production)
- تاكاهيرو ساكوراي (تابع حاليًا لـ INTENTION)
- ديساكو شينوهارا (متوفى)
- ماهيتو تسوجيمورا (متوفى)
- تاكيشي واتابي (متوفى)

### الإناث
- كيكو هاناغاتا (متوفى)
- ميو ماتسوكي (متوفى)
- ماساكو نوزاوا (تابع حاليًا لشركة Aoni Production)
- أي شيميزو (ينتمي حاليًا إلى  Haikyō)
- كاورو شيمامورا (متوفى)
- أساكو شيراكورا (تابع حاليًا لـ Aqua Place)
- كازوكو ياناجا (متوفى)

## روابط خارجية
- الموقع الرسمي
 باللغة اليابانية